# ريتشلاند هيلز (تكساس)
ريتشلاند هيلز (بالإنجليزية: Richland Hills)‏ هي مدينة أمريكية تقع في ولاية تكساس.تبلغ مساحة هذه المدينة 8.2 (كم²)،ويبلغ عدد سكانها 7801 نسمة حسب إحصاء سنة 2010 م.

## أعلام
- باول دنيس ريد
- بويد بارتلي